# 아사히촌 (야마가타현)
아사히촌(朝日村) 야마가타현 히가시타가와군에 존재했던 촌이다.
2005년 10월 1일에 쓰루오카시, 후지시마정, 하구로정, 구시비키정, 아쓰미정이 신설 합병해 새롭게 쓰루오카시가 되어 소멸했다.

## 지리
야마가타 현 쇼나이 지방의 최남단에 위치한 마을이다. 마을의 대부분을 산지가 이루어져있다.

## 역사
- 1954년 8월 1일 - 오이즈미촌 혼고촌 아즈마촌과 합병해 아사히촌이 탄생하였다.
- 2005년 10월 1일 - 합병으로 쓰루오카시가 되었다.

## 교통

### 도로
- 야마가타 자동차도
- 국도 112호선